# Manipogo
Manipogo ist der Name eines Seeungeheuers, das angeblich im kanadischen Manitobasee lebt.

## Beschreibung
Meist wird nur ein dunkelbrauner bis schwarzer Rücken mit mehreren Höckern gesichtet, der sich schnell durch das Wasser bewegt. Manchmal ist aber auch von einem schlangenähnlichen Kopf die Rede.
Die gesichteten Tiere sollen zwischen 3½ und 10 Metern lang sein, was auf Eltern- und Jungtiere hinweisen könnte.

## Sichtungen
Es ist nicht genau bekannt, wann die erste Sichtung stattfand.
Im Jahr 1975 führten Journalisten eine halboffizielle Expedition zum Lake Manitoba durch und fanden eine Höhle, die mit den Überresten zahlloser kleiner Tiere gefüllt war, auch stießen sie auf Spuren eines schlangenähnlichen Lebewesens.
1962 machten die beiden Hobbyfischer Richard Vincent und John Konefell ein Foto auf dem See, das angeblich Manipogo zeigt. Das Foto ist sehr unscharf und könnte genauso gut einen treibenden Baumstamm zeigen.
Außerdem behaupteten die beiden Fernsehmoderatoren, ihr 10 PS starkes Boot sei nicht schnell genug gewesen, um dem Wesen zu folgen.

## Mögliche Erklärungen
Es wurde die Vermutung geäußert, Manipogo sei ein Angehöriger der als ausgestorben geltenden Zeuglodonten. Gegen diese Theorie spricht allerdings, dass der See im Winter völlig zufriert, dadurch könnten die Wale nicht mehr zum Luftholen an die Oberfläche kommen.
Die zweite Theorie besagt, es handle sich bei Manipogo um eine Seeschlange, eine solche könnte im Winter den See durch den Nelson River verlassen und so dem Eis entgehen.